# Coxcatepachapa
Coxcatepachapa är en ort i Mexiko.   Den ligger i kommunen Vicente Guerrero och delstaten Puebla, i den sydöstra delen av landet, 230 km öster om huvudstaden Mexico City. Coxcatepachapa ligger 2 418 meter över havet och antalet invånare är 443.
Terrängen runt Coxcatepachapa är huvudsakligen kuperad, men söderut är den bergig. Runt Coxcatepachapa är det ganska tätbefolkat, med 134 invånare per kvadratkilometer. Närmaste större samhälle är Ajalpan, 18,8 km sydväst om Coxcatepachapa. Omgivningarna runt Coxcatepachapa är en mosaik av jordbruksmark och naturlig växtlighet.